# Plano de Avenidas de São Paulo

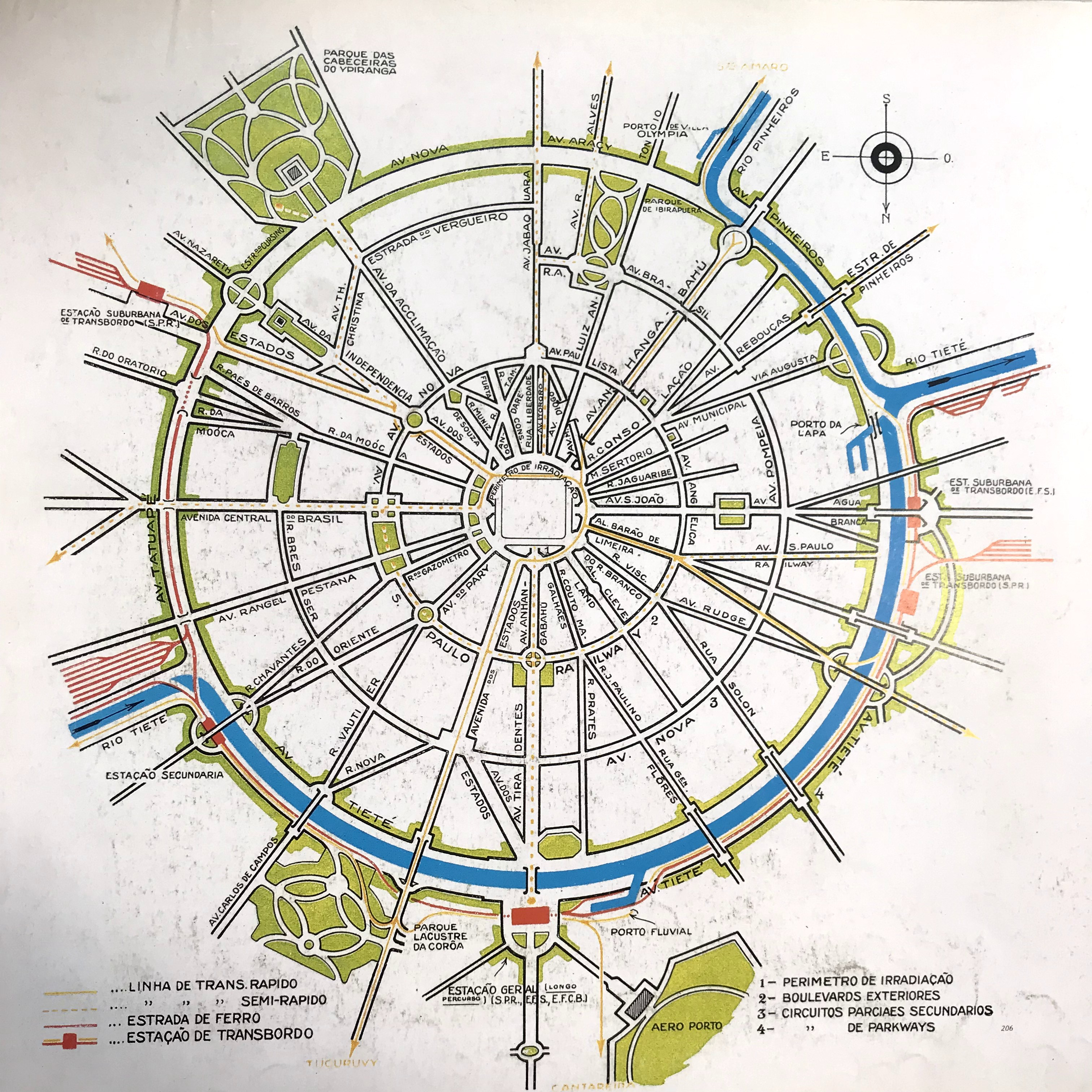
Esquema teórico del Plano de Avenidas de São Paulo. Foto: Fernando Oda

El Plano de Avenidas de São Paulo fue un proyecto de sistema viario estructural propuesto por Francisco Prestes Maia y João Florence de Ulhoa Cintra en las décadas de 1920 y 1930 para la ciudad de São Paulo, Brasil. El Plan de Avenidas fue el primer proyecto que presentó una solución conjunta para el sistema viario de la ciudad.
Este plano orientó el crecimiento de la ciudad en las décadas siguientes. El estudio presentaba una propuesta de estructuración física de la metrópolis en un sistema de circulación radiocéntrico cuyo elemento central era el perímetro de irradiación. Sus principales componentes eran: el perímetro de irradiación, las avenidas radiales y las avenidas que bordeaban el Río Tieté, que, junto con el río Pinheiros, delimitaban el área abarcada por el plan. 
El principal objetivo del perímetro era ampliar el centro y descentralizar el comercio, mientras que las avenidas radiales establecían el flujo de tráfico que conectaba los barrios con la región central. Además de estos elementos, otra innovación incluida en el documento era la integración del sistema de avenidas con el sistema de circulación y transporte ferroviario de São Paulo. Prestes Maia, que había participado en la creación del plan en 1924, lo retomó en 1930 a petición del entonces alcalde de la capital José Pires do Rio. Pocas propuestas fructificaron hasta que el urbanista asumió su primer mandato como alcalde en 1938, permaneciendo en el cargo hasta 1945 y regresando dieciséis años después, en 1961.